# 大東敏治
大東 敏治（だいとう としはる、1949年3月1日 - ）は、実業家。トラベルバンク創業者・元社長。元JTB経営改革部ビジネスプロデューサー、企業内起業家。広島県賀茂郡河内町（現東広島市）出身。

## 経歴
1967年、愛光高校卒業。1972年、一橋大学社会学部卒業、JTB入社。新宿、池袋などの営業店で海外旅行・団体旅行などの営業に従事する。
海外旅行横浜支店時代の1980年、年金ローン旅行を開発。これは元気な内に旅行し、ツアー料金を後に年金で分割払いできるというアイデアで、保険会社やクレジット会社との交渉は難航したが、発売した企画は大きな反響を呼び大ヒット。当時のマスコミに大きく取り上げられ同業他社も追随した。
このヒットで大東は1982年、本社海外旅行・ルック (LOOK) 営業本部商品開発課に異動。ハワイお天気保証やサイパン椰子の実流しなどの話題企画を発表。1984年に新組織「市場開発室」に配属となり、旅行積立システム「たびたび」を世に出した。
また、1987年に企画したデパート共通商品券「ナイスショップ（現・ナイスギフト）」はJTBに多大な利益をもたらした。デパート業界はライバル意識が強く、共通の商品券など実現は不可能と思われたが、利便性が消費者に評価され全国のデパートが競うようにJTBと契約した。
「たびたび」「ナイスショップ」は日経最優秀製品賞など多くの賞を受けた。また、「年金旅行」「たびたび」「ナイスショップ」で異例とも言える3度の社長表彰を受賞した。
1986年からは旅行会社としては初めてのトラベラーズチェック (TC) イシュアー（Issuer=発行体）を目指した。JTBは戦前からTCを発行していたが、需要の収縮とともに自然消滅の形で発行を中止し、海外のアメリカン・エキスプレスなどが発行するTCを販売代理店として取り扱っていた。大東は販売代理ではなく、JTB自体が発行することに熱意を傾けた。預り金業務には多くの困難を伴ったが、大蔵省などと折衝を重ねた後、企画後7年の歳月をかけ1993年、JTBの米ドルTCの発行が実現した。
1996年、社内ベンチャー制度を立案して自らも応募、1997年国際キャッシュカードの運営サポートをメーン業務とする「バンカーズパートナー」をJTBと共同出資で設立、企業内起業家となった。その後、銀行富裕層向け非金融サービスなど業容を拡大、2007年に社名を「トラベルバンク」と改称し、2008年Visaプリンシパルメンバーとなりプリペイドカードの発行を開始した。
2010年6月同社を退職。
団塊世代の星ともいわれ、高杉良1996年の小説「組織に埋れず」のモデルとしても知られる。

## 書籍
- 組織に埋れず（改題 辞表撤回）高杉良著、講談社、1996年10月
- 組織に埋れず高杉良著、光文社、2009年11月
- 組織に埋れず高杉良著、新潮社、2017年5月